# Muflão-asiático
O muflão-asitático (Ovis orientalis) é um mamífero artiodáctilo da família dos bovídeos. O muflão-asiático é um carneiro selvagem. Ele ocorre no sudoeste da Ásia e é um dos dois ancestrais do carneiro doméstico, segundo análises de DNA.